# 洮昌道
洮昌道（とうしょう-どう）は中華民国北京政府により設置された遼寧省の道。

## 沿革
1913年（民国2年）9月、北路道として成立、観察使は遼源県に置かれ、下部に遼源、昌図、奉化、懐徳、康平、洮南、開通、靖安、安広、醴泉、鎮東の11県を管轄した。同年9月に法庫県が移管、1914年（民国3年）6月に洮昌道と改称され、観察使も道尹と改められ洮南県に移管され、管轄県は遼源、洮南、昌図、康平、開通、洮安、梨樹、安広、懐徳、突泉、鎮東、法庫の12県とされた。同年8月に双山県、翌1915年（民国4年）5月には瞻楡県、突泉設治局、1918年（民国7年）6月には通遼県が移管された。1929年（民国18年）に廃止されている。

## 行政区画
廃止直前の下部行政区画は下記の通り。（50音順）
- 安広県
- 開通県
- 懐徳県
- 康平県
- 昌図県
- 瞻楡県
- 双山県
- 鎮東県
- 通遼県
- 洮安県
- 洮南県
- 突泉県
- 法庫県
- 梨樹県
- 遼源県
- 突泉設治局